# Набережние Челни
Набережние Челни (на руски: На̀бережные Челны̀; на татарски: Яр Чаллы или Yar Çallı – „каменист бряг“), от 19 ноември 1982 до 6 януари 1988 наричан Брежнев, е град в Русия, в североизточната част на Татарстан, на левия бряг на река Кама. Има статут на град на републиканско подчинение, център е на Тукаевски район (през 1930 – 1976 наричан Челнински район), главен град на полицентричната Нижнекамска (по-точно Набережночелнинско-Нижнекамска) градска агломерация, втори по население и значение град в Татарстан. Площ 146 км².

## Население
Градът има население от 507 200 хил. жители (513 356 по преброяване от 2002 г.), което съставлява около 13,5 % от населението на Татарстан. Етническият състав включва: руснаци 44,9 %, татари 47,4 %, чуваши 1,9 %, украинци 1,3 %, башкири 1,2 %, марийци, мордовци и удмурти 1,5 %. Нижнекамската агломерация наброява около 900 хил. жители.

## История
В летописи от Волжка България (1680) се споменава за основаването на нейна територия на град Яр Чаллъ през 1172 г. по инициатива на молла Мирхаджи Наккар. На италиански и други карти от 14 в. градът е отбелязан като Жар (в казанския диалект на прабългарския език думата „яр“ се произнася като „жар“).

## Икономика
Обемът на промишлената продукция на предприятията в града съставлява 20 % от общия обем на Татарстан. Основните отрасли са машиностроенето, електроэнергетиката, строителната индустрия, преработващата промишленост, включителнотоварни и леки автомобили, дизелови двигатели.
Предприятия: КАМАЗ, нефто-химически комбинат, АО „Тателектромаш“, картонно-хартиен комбинат, АО „Камгесенергострой“, ВЕЦ „Нижнекамская“ (мощност 1248 МВт), ТЕЦ „Набережночелнинская“ и др.
Набережние Челни са най-важният транспортен възел в Североизточен Татарстан. Има голямо речно пристанище, железопътна гара за града и разположена на 17 км на югозапад възлова гара Круглое Поле.